# П'єр Ардіті
П'єр Ардіті́ (фр. Pierre Arditi; нар. 1 грудня 1944, Париж) — французький актор.

## Фільмографія
- 1972 — «Паскаль» — Блез Паскаль
- 1980 — Мій американський дядечко / Mon oncle d'Amérique — Зомбу
- 1986 — Мелодрама — П'єр Белькруа
- 1993 — Палити/Не палити
- 1995 — Гусар на даху
- 1997 — Відомі старі пісні
- 1998 — Граф Монте-Крісто
- 2003 — Тільки не в губи